# Coupe intercontinentale 1990
La Coupe intercontinentale 1990 est la 29e édition de la Coupe intercontinentale. Le match oppose le club italien de l'AC Milan, vainqueur de la Coupe des clubs champions européens 1989-1990 aux Paraguayens du Club Olimpia, vainqueur de la Copa Libertadores 1990. Il s'agit de la quatrième participation du Milan AC dans cette compétition, alors que le Club Olimpia est pour la deuxième fois à l'affiche de cette Coupe intercontinentale.
Le match se déroule au Stade national de Tōkyō au Japon devant 60 228 spectateurs, et est dirigé par l'arbitre brésilien José Roberto Wright. Le club lombard l'emporte sur le score de trois buts à zéro, remportant ainsi sa troisième Coupe intercontinentale, et son milieu de terrain Frank Rijkaard, double buteur, est élu homme du match. En 2017, le Conseil de la FIFA a reconnu avec document officiel (de jure) tous les champions de la Coupe intercontinentale avec le titre officiel de clubs de football champions du monde, c'est-à-dire avec le titre de champions du monde FIFA, initialement attribué uniquement aux gagnantsles de la Coupe du monde des clubs FIFA.

## Feuille de match
| 9 décembre 1990 | AC Milan                                      | 3 - 0   | Club Olimpia | Stade national de Tōkyō                              |                                                      |
|                 | Frank Rijkaard 43e 65e · Giovanni Stroppa 62e | (1 - 0) |              | Spectateurs : 60 228 Arbitrage : José Roberto Wright | Spectateurs : 60 228 Arbitrage : José Roberto Wright |
|                 | Rapport                                       |         |              | Spectateurs : 60 228 Arbitrage : José Roberto Wright | Spectateurs : 60 228 Arbitrage : José Roberto Wright |

| Milan | Olimpia |

| AC MILAN :    |    |                           |                |     |
|               |    |                           |                |     |
| G             | 1  | Andrea Pazzagli           |                |     |
| D             | 2  | Mauro Tassotti            |                |     |
| D             | 6  | Franco Baresi (capitaine) |                |     |
| D             | 5  | Alessandro Costacurta     |                |     |
| D             | 3  | Paolo Maldini             |                | 22e |
| M             | 7  | Roberto Donadoni          |                | 82e |
| M             | 8  | Frank Rijkaard            | Homme du match |     |
| M             | 4  | Angelo Carbone            |                |     |
| M             | 11 | Giovanni Stroppa          |                |     |
| A             | 9  | Marco van Basten          |                |     |
| A             | 10 | Ruud Gullit               |                |     |
| Remplaçants : |    |                           |                |     |
| D             |    | Filippo Galli             |                | 22e |
| M             |    | Gianluca Gaudenzi (en)    |                | 82e |
| Entraîneur :  |    |                           |                |     |
| Arrigo Sacchi |    |                           |                |     |

| CLUB OLIMPIA :       |    |                          |  |     |
|                      |    |                          |  |     |
| G                    |    | Ever Hugo Almeida        |  |     |
| D                    |    | Virginio Cáceres         |  |     |
| D                    |    | Remigio Fernández (en)   |  |     |
| D                    |    | Mario César Ramírez (en) |  | 48e |
| D                    |    | Silvio Suárez            |  |     |
| M                    |    | Fermín Balbuena (en)     |  |     |
| M                    |    | Adolfo Jara Heyn (en)    |  | 68e |
| M                    |    | Jorge Guasch (c)         |  |     |
| M                    |    | Luis Alberto Monzón      |  |     |
| A                    | 11 | Adriano Samaniego        |  |     |
| A                    |    | Raúl Vicente Amarilla    |  |     |
| Remplaçants :        |    |                          |  |     |
| D                    |    | Herib Chamas (en)        |  | 48e |
| A                    |    | Cristobal Cubilla        |  | 68e |
| Entraîneur :         |    |                          |  |     |
| Luis Alberto Cubilla |    |                          |  |     |